# For the Love of Mabel

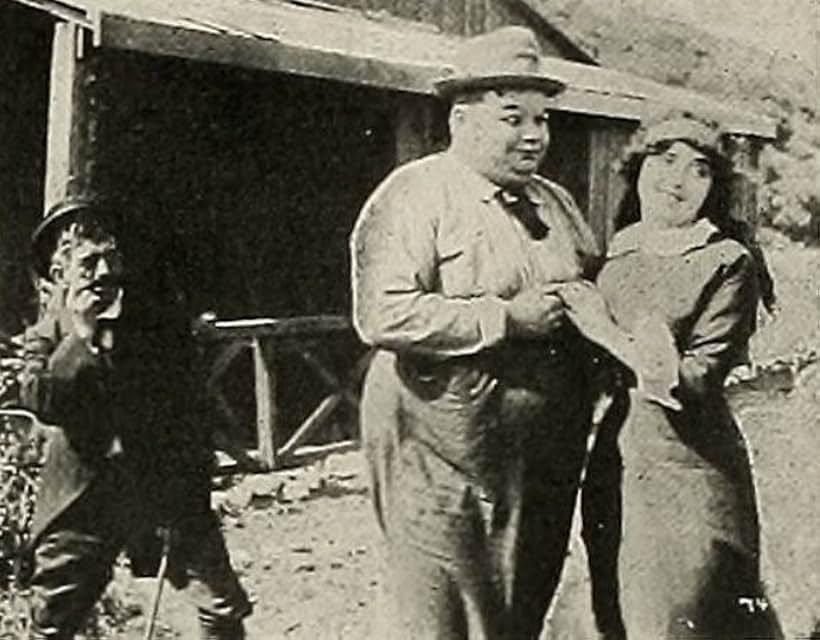
Fotograma de la pel·lícula

For the Love of Mabel és un curtmetratge mut de la Keystone dirigit per Henry Lehrman i protagonitzat per Mabel Normand i Roscoe Arbuckle; la presència de Ford Sterling no és segura. Es va estrenar el 30 de juny de 1913. Es considera una pel·lícula perduda.

## Argument
Mabel té diversos pretendents, cadascun dels quals recorre a diferents trucs i trampes per guanyar-se el seu amor.

## Repartiment
- Mabel Normand (Mabel)
- Roscoe Arbuckle (pretendent)